# Bakemon
Bakemon (japanski: バケモン) je fiktivni lik iz Digimon franšize koji se pojavljuje u nekolicini sezona animea. Bakemon je Duh Digimon na Champion levelu čije ime dolazi od japanske riječi bakemono, što znači duh ili utvara. Pretpostavlja se da je Bakemon nusprodukt "Digivolucije Smrti", pojave kada se nepotpuno obrisani podatci nekog Digimona nakupe i stvore posebnog Digimona. Njihov nadimak je Rasplesani Duhovi, a u animeu su uglavnom imali uloge pomagaća, zbog čega ih se vrlo lako moglo uništiti. Jedini izuzetak tome bio je Lord Bakemon, najjači među Bakemonima koji se pojavio na Fantomskom groblju, koji, iako pripada istoj vrsti, predstavlja iznimno snažnog Digimona kojega su tek dva Champion Digimona (Ikkakumon i Birdramon) uspjela poraziti. 

## Pojavljivanja

### Anime

#### Digimon Adventure
Nakon što Devimon razlomi otok i tako razdvoji djecu, Joey i Gomamon nalaze se sa Sorom i Biyomonom na komadu otoka na čijem se vrhu nalazi crkva. Nakon što proglase Joeyja predovdnikom, kako bi mu podigli samopouzdanje, oprezno odlaze prema crkvi, nadajući se kako bi mogli susresti ljude. Nakon što se približe crkvi, ugledaju skupinu odrlasih muškaraca i žena (koji doduše imaju očite maske) kako plešu i zabavljaju se. Ubrzo se iza njih pojavljuje svećenik (koji je očita parodija katoličkog svećenika, pogotovo s križem koji je položen kao slovo X) i poziva ih u crkvu. Kada ulaze u crkvu ugledaju još nekoliko svećenika kako se mole pred žrtvenikom na oltaru, a ovaj im u međuvremenu objašnjava kako će uskoro predstaviti žrtve svom gospodaru, Lord Bakemonu. Iako Gomamon i Biyomon reagiraju opaskom kako su Bakemoni opasni Digimoni koji borave na groblju, svećenik ih upozori kako će ih, ako budu loše govorili o Lord Bakemonu, dočekati božja kazna (što je još jedna očita parodija katoličkog sustava). Kada Joey i Sora upitaju gdje su žrtve, svećenik im objasni kako su posebne žrtve upravo stigle. Nakon toga mu počinje pucati maska na licu i tada se otkrije kako su svi ti ljudi zapravo Bakemoni pod maskama. 
Gomamona i Biyomona zatvore u podrum, a Joeyja i Soru zavežu i stave na žrtvenik. Tu ih posole i popapre dok ostali Bakemoni izvore čudan ritual prizivanja Lord Bakemona (opisan u pasusu ispod). Dok ritual traje, Gomamon i Biyomon u podrumu iskorištavaju naivnost Bakemona i namamljuju svog čuvara blizu svojih rešetaka (naime, rekli su mu da žele vidjeti i pomirisati banane koje je imao sa sobom, a prije toga su ga navukli tako što su mu rekli da Bakemoni zapravo nemaju ništa) da bi ga nakon toga nalupali, ukrali mu hranu i pobjegli. U trenutku kada Lord Bakemon planira pojesti Joeyja i Soru, Ikkakumon i Birdramon uskaču i obračunaju se s njim (opis borbe nalazi se u pasusu ispod). 
Bakemoni se kasnije pojavljuju isključivo kao Myotismonovi sluge. Kada Myotismon pozatvara sve odrasle u trgovački centar (prilikom potrage za osmim djetetom), Bakemoni su ti koji ih čuvaju, no čak se i ljudi lako obračunaju s njima nakon što jedan kolega Mattovog oca na prijenosnom radiju ima istu onu sutru koju je recitirao Joey nešto ranije. Biyomon i Sorina majka kasnije su iskoristili "tijela" dva Bakemona kako bi se kamuflirali. Bakemoni su se mogli vidjeti i kao Myotismonovi redoviti pratitelji, a sačinjavali su i pratitelje Myotismonovog najmoćnijeg pomoćnika, Phantomona

##### Lord Bakemon
Lord Bakemon (u njemačkoj verziji Großer Meister Bakemon) pojavljuje se kao predvodnik Bakemona koji obitavaju na Fantomskom groblju. Svojim izgledom ne ododara od ostalih, ali je znatno veći, ima maleni ožiljak na lijevom oku i mnogo snažniji. U startu mu se vide nekrotirajuće ruke koje se kod ostalih Bakemona uglavnom ni ne pojavljuju u prvoj sezoni. Može ga se sazvati jedino posebnim ritualom koji uključuje neobičan ples Bakemona koji se naglo ujedinjuju i tako dozivaju svog gospodara. Iako je želio pojesti Joeyja i Soru kao žrtve, Ikkakumon i Birdramon su se pojavili u posljednji trenutak kako bi ih spasili, no čak ni oni nisu bili dovoljno snažni da poraze Lord Bakemona, koji se bez većih problema obračunao s dva Champion Digimona. Tek kada se Joey sjetio egzorcizma (sutra), Lord Bakemon počeo je slabiti. Naime, egzorcizam koji istjeruje duhove na Bakemona je djelovao tako da ga je činio slabijim i da ga je smanjivao. Njegovu zbunjenost iskoristili su Ikkakukom i Birdramon i brzim ga napadima uništili.

#### Digimon Adventure 02
Za razliku od prve sezone, uloga Bakemona u nastavku razmjerno je mala. Car Digimona stavio ih je pod svoju kontrolu pomoću Crnih prstenova i natjerao ih da se pretvore u Joli, Codyja, T.K.-ja, Kari i njihove Digimon partnere. Tako transformirane, zavezao ih je za uže i pustio da vise iznad Deltamona, koji je također bio pod njegovom kontrolom. Cilj svega ovoga bio je natjerati Davisa da izabere jednoga koji će biti spašen, dok bi ostali bili ubijeni. Cilj ovog psihološkog mučenja bila je osveta zbog ozljede koju je Davis nanio Kenu tijekom nogometne utakmice. Nakon što je Davis ponudio sebe namjesto svih ostalih, pojavili su se Digimoni s djecom, nakon čega su Bakemoni pokazali svoj pravi oblik. Pegasusmon je riješio Bakemone, dok su Nefertimon i Halsemon riješili glavni prsten. 
Nešto kasnije, nekolicina Bakemona mogla se vidjeti u Letećoj utvrdi Cara Digimona, no kasnije je dobar dio njih uništio Kimeramon. Tijekom koncerta Mattovog benda, nekoliko Bakemona moglo se vidjeti zajedno s ostalim Digimonima kako upadaju i stvaraju kaos u stvarnome svijetu.

#### Digimon Frontier
U četvrtoj sezoni, Bakemoni se pojavljuju u dva navrata, ali isključivo u cameo ulogama. Tako ih možemo nakratko vidjeti u Proročkom selu i Jesenskom sajmu. 
Maleni problem stvorio se u Sjedinjenim Državama prilikom emitiranja epizode TV šuma u kojoj se Tapirmon nazivao Bakumon, što je njegov izvorni japanski naziv. Kako je na engleskom, odnosno tijekom emitiranja u SAD-u, taj naziv bio sličan Bakemonu stvorio se problem oko imenovanja koji je zbunio neke od gledatelja u SAD-u. Kod izvorne japanske, ali i kod njemačke verzije, takvih problema nije bilo.

### Manga

#### Digimon Adventure V-Tamer 01
Bakemon je u ovoj mangi podređeni Lorda Vamdea koji se pretvarao da je Patamon. Isprva je Taiju pokazao V-Tamer Tag kojeg je tražio, no ubrzo je otkrio svoj identitet i napao njega i Gabu. No, Tai je otkrio njegovu slabost nakon čega ga je Gabo uspio uništiti.

#### Digimon Next
U ovoj mangi možemo vidjeti Bakemona, Pagumona, dva Numemona i Wormmona kako bježe od Tankdramona u razrušenom gradu. Taj isti Tankdramon kasnije uništi Bakemona.

### Igre

#### Digimon Adventure: Anode/Cathode Tamer
Bakemoni se pojavljuju kao neprijatelji u regijama Temple of Darkness - desno i lijevo, Myotismon's Mansion i Shrine of Evil - lijevo i desno, iako se ovo posljednje odnosi samo na Anode verziju. 

#### Digimon Adventure 02: Tag Tamers
Bakemoni su neprijatelji u Kenovom dijelu regija Gear Base i Electro Base. U liniji 53, Bakemon Digivoluira iz Candlemona, a Digivoluira u Phantomona.

#### Digimon Tamers: Brave Tamer
Bakemon se pojavljuje kao neprijatelj u regijama Black Egg's, Trap i Dark Daisuke's Crevasses.
Karta s likom Bakemona novi naziv "Death Charm", a Digimona nauči tehniku Uroka, koja zamjenjuje PP igračevog i nekog drugog Digimona. 

#### Digimon World
Bakemon može Digivoluirati iz Kunemona i Elecmona, a specijalizira se u korištenju zračnih i strujnih napada. Igrač Bakemona može dobiti tako što dopusti svom Rookie Digimonu da izgubi u borbi. Dalje može Digivoluirati u SkullGreymona, Giromona ili Vademona. Objekt Torn Tatter također može potaknuti Rookie Digimona da Digivoluira u Bakemona. Divilji Bakemon može se regrutirati za grad u regiji Grey Lord's Mansion, no osim što patrolira trgovištem, nema posebnu ulogu. Soulmon u vili opisao ga je kao glupana.

#### Digimon World 2
Bakemon Digivoluira iz Tsukaimona, a može Digivoluirati u Phantomona. 

#### Digimon World 3
Bakemoni su nepriijatelji u regiji Asuka's Jungle Grave. Njegov Ultra level, Phantomon, može se susresti u istoj regiji. Bakemon je Digimon koji jača igračevu Darkness Tolerance.

#### Digimon World DS
Bakemon Digivoluira iz Goblimona, a pojavljuje se u regiji Chrome Mine. 

#### Digimon World Dawn and Dusk
Bakemon Digivoluira iz Tsukaimonna levelu 19 s 420 mračnog EXP., a kasnije Digivoluira u Phantomona. Nalazi se u regiji Thriller Ruins. 

#### Digimon Digital Card Battle
Bakemon se pojavljuje kao jedan od protivnika/izazivača u igri u jednoj od Battle Arena. Postoji i Bakemon karta na Champion levelu koja pripada skupini Mračnih karata. 

#### Digimon World Data Squad
Bakemon se pojavljuje kao problematični Digimon u regiji Sneyato Forest, gdje se Marcus Damon i Jošino Fuđieda moraju sastati s Thomasom Norsteinom. Nakon što ga igral porazi, Bakemon Digivoluira u Myotismona, nakon čega igrač mora odraditi još jednu borbu. 

#### Digimon Story: Lost Evolution
Bakemon Digivoluira iz DemiDevimona, a dalje Digivoluira u Phantomona. U igri se može susresti u regiji South Cave.

#### Digimon Battle Spirit
Bakemon se pojavljuje kao naprijatelj u regiji Digimon Emperor's Lair.

## Sposobnosti
- Fantomska kandža (Hell's Hand) - izvuče velike, nekrotirajuće ruke s kojima zahvata i guši protivnika
- Urok (Death Charm) - promijeni svoj oblik i izgled kako bi zavarao protivnika
- Fantomski sijek - postane nevidljiv da bi se pojavio pred protivnikom i direktno ga napao
- Otrovni dah

## Zanimljivosti
- Bakemon je jedini Digimon kod kojega je zabilježena sljedeća zanimljiva pojavnost - nakon što bivaju svladani i/ili ošamućeni, gube kontrolu nad svojim tijelom koje onda postaje običan prekrivač. To se vidjeli dijekom prve sezone kada su Sorina mama i Biyomon iskoristili dva "Bakemona" kako bi se kamuflirali.
- Njegova varijacija, Soulmon, izgleda potpuno identično uz razliku da na glavi nosi crni vještičji šešir.

## Vanjske poveznice
- Bakemon na Digimon Wiki